# BMW F1 (motortillverkare)
BMW var en tysk tillverkare av formel 1-motorer. 
BMW tillverkar numera inga motorerna till formel 1. Det senaste stallet man levererade motorer till var Sauber och man har tidigare levererat motorer till ett stort antal fabriksstall och privata stall under perioder sedan 1950-talet. Större stall som Benetton, Brabham och Williams har tävlat med BMW-motorer. Störst framgång hade Nelson Piquet som vann förarmästerskapet i en Brabham-BMW säsongen 1983.

## F1-meriter
| 1. Kanada 1982 2. Brasilien 1983 3. Italien 1983 4. Europa 1983 5. Sydafrika 1983 6. Kanada 1984 7. Detroit 1984 8. Frankrike 1985 9. Mexiko 1986 10. San Marino 2001 11. Kanada 2001 12. Tyskland 2001 13. Italien 2001 14. Malaysia 2002 15. Monaco 2003 16. Europa 2003 17. Frankrike 2003 18. Tyskland 2003 19. Brasilien 2004 20. Kanada 2008 |

| 1. Österrike 1982 2. Nederländerna 1983 3. Italien 1983 4. Sydafrika 1984 5. San Marino 1984 6. Kanada 1984 7. Detroit 1984 8. Storbritannien 1984 9. Österrike 1984 10. Italien 1984 11. Europa 1984 12. Portugal 1984 13. Nederländerna 1985 14. Österrike 1986 15. Italien 1986 16. Frankrike 2001 17. Tyskland 2001 18. Belgien 2001 19. Italien 2001 20. Brasilien 2002 21. Monaco 2002 22. Kanada 2002 23. Europa 2002 24. Storbritannien 2002 25. Frankrike 2002 26. Italien 2002 27. Monaco 2003 28. Kanada 2003 29. Frankrike 2003 30. Tyskland 2003 31. Kanada 2004 32. Europa 2005 33. Bahrain 2008 |

| 1. Frankrike 1982 2. Tyskland 1982 3. Österrike 1982 4. Brasilien 1983 5. San Marino 1983 6. Monaco 1983 7. Italien 1983 8. Sydafrika 1983 9. San Marino 1984 10. Kanada 1984 11. Europa 1984 12. Tyskland 1986 13. Österrike 1986 14. Italien 1986 15. Brasilien 2001 16. San Marino 2001 17. Kanada 2001 18. Europa 2001 19. Tyskland 2001 20. Italien 2001 21. USA 2001 22. Japan 2001 23. Malaysia 2002 24. Brasilien 2002 25. Kanada 2002 26. Frankrike 2003 27. Tyskland 2003 28. Ungern 2003 29. Japan 2003 30. Malaysia 2004 31. Brasilien 2004 32. Malaysia 2008 33. Tyskland 2008 |